# Alternativa Galega de Esquerda
Alternativa Galega de Esquerda (AGE; «Alternativa Gallega de Izquierda» en español) fue una coalición política española de ideología anticapitalista y soberanista gallega, creada de cara a las elecciones al Parlamento de Galicia de 2012 por Anova-Irmandade Nacionalista, Esquerda Unida, Equo Galicia y Espazo Ecosocialista Galego.
Desde Elecciones al Parlamento de Galicia de 2020 se considera a Galicia En Común sucesor de esta coalición, para todas las elecciones que afecte a Galicia, excepto municipales.

## Historia
Tras la salida en febrero de 2012 de Encontro Irmandiño (EI) y Máis Galiza (+G) del Bloque Nacionalista Galego (BNG), se barajó la convergencia de ambas fuerzas de cara a las elecciones gallegas del 2012. En marzo de ese año, Encontro Irmandiño (EI) lanzó su oferta de crear una plataforma electoral, que fue secundada por Movemento pola Base y Frente Popular Galega, y que se materializaría en Anova-Irmandade Nacionalista; más tarde se uniría también un sector de Unidade da Esquerda Galega.
Por otro lado, Máis Galiza (+G) comenzó a formar su propia plataforma junto a Acción Galega y Espazo Ecosocialista Galego, creando un nuevo partido político que se denominó Compromiso por Galicia (CxG); posteriormente también se unieron a CxG el Partido Nacionalista Galego-Partido Galeguista (PNG-PG), Esquerda Nacionalista, Espazo Socialista Galego (escindidos los tres del BNG también), un sector de Unidade da Esquerda Galega, el Partido Galeguista Demócrata (PGD), Alternativa Popular Galega (APGA) y Terra Galega (TeGa).
Pese a barajarse durante meses la posibilidad de que las dos nuevas formaciones, Anova-Irmandade Nacionalista y CxG, convergieran o se presentaran juntos a las elecciones, poco a poco esta posibilidad se fue diluyendo. Anova tomaba un cariz más anticapitalista y soberanista, y CxG un perfil más socialdemócrata y moderado. 
Tras el anuncio del adelanto de las elecciones autonómicas, Anova manifestó su voluntad de conformar una amplia coalición de izquierdas, que englobaría al Bloque Nacionalista Galego, Compromiso por Galicia, Frente Popular Galega y Esquerda Unida; Equo Galicia también mostró su predisposición a unirse al frente. Por su parte Compromiso por Galicia hizo una oferta a Anova para que ambas formaciones concurrieran juntas en coalición.
El 4 de septiembre el Consello Político de Esquerda Unida aceptó presentarse con Anova en las elecciones; igualmente se unió a la coalición Equo Galicia, tras ser aprobado en una votación horizontal por los afiliados y simpatizantes de esta federación.
El primer nombre de la coalición fue Alternativa Galega, pero debido a que ya estaba registrado para otra formación política tuvieron que sustituirlo por el definitivo de Alternativa Galega de Esquerda (AGE).
Pocas horas antes de cerrarse el plazo para la presentación de coaliciones electorales, las agrupaciones locales de Compromiso por Galicia votan la propuesta de integrarse en la coalición, liderada por Xosé Manuel Beiras. El resultado de la votación es un sí a la incorporación de la coalición por un estrecho margen. Pese a que la incorporación de Compromiso por Galicia (CxG) a la coalición fue anunciada, finalmente las negociaciones no dieron resultado. En septiembre de 2012, Espazo Ecosocialista Galego decidió abandonar CxG e incorporarse a Alternativa Galega de Esquerda.
En las elecciones al Parlamento gallego del 21 de octubre de 2012, AGE se convirtió en la tercera fuerza política gallega con 9 diputados (5 de EU y 4 de Anova) y el 14% de los votos.